# Bussières (Haute-Saône)
Bussières település Franciaországban, Haute-Saône megyében. Lakosainak száma 432 fő (2022. január 1.). Bussières Boult, Châtillon-le-Duc, Chevroz, Cussey-sur-l’Ognon, Geneuille, Boulot és Voray-sur-l’Ognon községekkel határos.

## Népesség
A település népességének változása:
| Lakosok száma | 380  | 399  | 416  | 425  | 431  | 437  | 443  | 438  | 432  |
|               | 2013 | 2015 | 2016 | 2017 | 2018 | 2019 | 2020 | 2021 | 2022 |